# Klaudia Węc
Klaudia Izabela Węc – polska pedagog, dr hab. nauk społecznych, profesor uczelni w Centrum Pedagogiki i Psychologii Politechniki Krakowskiej im. Tadeusza Kościuszki i AWSB w Dąbrowie Górniczej.

## Życiorys
W 1994 ukończyła studia pedagogiczne w Wyższej Szkole Pedagogicznej im. Komisji Edukacji Narodowej w Krakowie, 29 maja 2007 obroniła pracę doktorską Radykalność humanistyczna teorii i praktyki pedagogicznej w świetle wybranych koncepcji psychoanalizy, 18 listopada 2014 habilitowała się na podstawie pracy zatytułowanej Granice i transgresje współczesnego wychowania. Kontestacyjny wymiar pedagogiki krytycznej i jej praktyczne implikacje. Została zatrudniona na stanowisku adiunkta w Centrum Pedagogiki i Psychologii Politechniki Krakowskiej im. Tadeusza Kościuszki.
Jest profesorem uczelni w Instytucie Nauk o Wychowaniu na Wydziale Pedagogicznym Akademii WSB, oraz w Centrum Pedagogiki i Psychologii Politechniki Krakowskiej im. Tadeusza Kościuszki, oraz członkiem Komisji Nauk Pedagogicznych Oddziału Polskiej Akademii Nauk w Krakowie.

## Wybrane publikacje
Autorstwo
Artykuły/rozdziały:
- Klaudia Węc-Pacek, Realność czy wyobrażeniowość - dylemat miłości przeniesieniowej, „Świat Psychoanalizy”, 1 (3), 1996, s. 145-152 [dostęp 2024-03-25].
- Klaudia Węc, Jacques Lacan: psychoanaliza znana i nieznana, czyli jak “Imię Ojca” wkradło się pomiędzy strukturalizm a semiotykę, „Świat Psychoanalizy”, 2 (8), 1998, s. 149–154 [dostęp 2024-03-25].
- Klaudia Węc, Kliniczna hermeneutyka podejrzeń - topologiczna (bez)graniczność. Śladami Jacquesa Lacana, „Kwartalnik Pedagogiczny”, 60, nr 2 (236), 2015, s. 185–203 [dostęp 2024-03-25].
- Klaudia Węc, Surogaty tożsamości wobec genealogii i rozwoju podmiotu. Pomiędzy mimetyczną funkcją anamorfozy a figurą Innego, „Edukacja Międzykulturowa”, 9 (2), 2018, s. 131–149 [dostęp 2024-03-25].
- Klaudia Węc, Pomiędzy czasem logicznym a czasem symbolicznym podmiotowego poczucia wolności. Topologiczny wymiar historii myśli pedagogicznej, [w:] Anna Babicka-Wirkus, Monika Jaworska-Witkowska, Dariusz Kubinowski (red.), Dziedzictwo pedagogiczne dla przyszłości. Debata wokół "Oddechu myśli" Bogdana Nawroczyńskiego, 2021, s. 213–233, ISBN 978-83-8095-996-5.
- Klaudia Węc, Cultural reminiscences of upbringing in the light of the question of affirmation of the subject's development, „Edukacja”, 3 (162), 2022, s. 1–11 (ang.).
- Klaudia Węc, Masks and mirrors of subject identity. Between the petrification of language and the mimeticization of the gaze, „Studia z Teorii Wychowania”, 14, nr 2 (43), 2023, s. 147–159, DOI: 10.5604/01.3001.0053.9108 (ang.).

Książki:
- Klaudia Węc, Psychoanaliza w dyskursie edukacyjnym. Radykalność humanistyczna teorii i praktyki pedagogicznej. Konteksty nie tylko Lacanowskie, Toruń: Wydawnictwo Adam Marszałek. Brak numerów stron w książce Wyd. 1: 2008, ISBN 978-83-7611-203-9; , wyd. 2: 2012, ISBN 978-83-7780-520-6
- Klaudia Węc, Granice i transgresje współczesnego wychowania. Psychoanaliza wobec kryzysu podmiotu, Toruń: Wydawnictwo Adam Marszałek. Brak numerów stron w książce Wyd. 1: 2013, ISBN 978-83-7780-797-2, wyd. 2: 2015, ISBN 978-83-7780-520-6

Redakcja
- Klaudia Węc, Andrzej Wierciński (red.), Ryzyko jako warunek rozwoju. Transformatywne aspekty edukacji, Toruń: Wydawnictwo Adam Marszałek, 2016, ISBN 978-83-8019-620-9. Brak numerów stron w książce
- Agnieszka Cybal-Michalska, Katarzyna Segiet, Klaudia Węc (red.), Aktywizacja młodzieży w warunkach zmiennej rzeczywistości społeczno-kulturowej, Adam Mickiewicz University Press, 2021, DOI: 10.14746/amup.9788323238546, ISBN 978-83-232-3854-6. Brak numerów stron w książce